# Mamă este numai una
Telenovela Solo una Madre (Mamă este numai una) este o superproducție peruană difuzata în anul 2017, produsă și regizată de către Michelle Alexander în colaborare cu firma De Barrio și distribuită pe canalul America Television.
Relatează povestea tinerei mame Lucero (Andrea Luna), o fată săracă și modestă. Aceasta trăiește într-o zonă sărăcăcioasă a Limei, împreună cu sora ei mai mică Dennise și cu mătușa Silvia, și are deschisă o mică florărie. Aceasta primește un apel neașteptat din New York, în care este anunțată că tatăl ei, emigrant stabilit în America, se află pe patul de moarte. Ajunsă acolo, Lucero, se va înfrunta cu atitudinea delăsătoare a concubinei tatălui său, Jenny, care nu o agreează pe tânără încă de când pășește în salon, acuzând-o că a venit doar pentru a cerși drepturi de moștenire. În cele din urmă, Geronimo, moare.
În perioada următoare, Lucero este găzduită în apartamentul lui, de către Ever (Andre Silva), băiatul unei vecine de-a fetei din Peru. Așa se va închega o legătură intimă între cei doi, astfel încât atunci când se întoarce în Lima, fata constată că este însărcinată. Trăind într-un mediu ostil, Lucero este pusă în situația de a alege: să păstreze sau nu copilul. Deși Dennise, sora ei o acuza că a fost imatură în momentul când i s-a dăruit lui Ever și îi sugerează avortul, Lucero nu se lasă influențată și păstrează copilul alegând să țină secret față de Ever și să îl crească singură. De aici începe adevărata dramă a tinerei.
În ziua cea mare a nașterii, pe holurile spitalului este adusă Lucero, cât si Marjorie (Cindy Diaz), fata Victoriei Berreta (Liliana Trujillo) o femeie cameleonică, de astfel fiind personajul negativ în jurul căruia se învârte povestea.
Lucero va da naștere unui băiat perfect sănătos pe care îl va numi Miguelito, dar are prilejul de a-l ține în brațe doar câteva minute.În salonul alăturat, Marjorie naște tot un copil care se va numi Arturito, dar din păcate acesta se va naște cu disfuncții respiratorii (asfixie) și multiple complicații care îl pot afecta pe tot parcursul vieții. Aflată în salonul nou-născuților, Victoria, prima și singura care află starea nepotului său, se vede nevoită să recurgă la cea mai dramatică soluție, totul pentru a-și proteja fiica de un eventual șoc emoțional. Dona Vicky plătește infirmiera copiilor cu 50 de mii de soli, pentru a-i schimba între ei și astfel viața micuților, dar si a mamelor se vor zdruncina radical.